# Baudouinia rouxevillei
Baudouinia rouxevillei är en ärtväxtart som beskrevs av Joseph Marie Henry Alfred Perrier de la Bâthie. Baudouinia rouxevillei ingår i släktet Baudouinia och familjen ärtväxter. Inga underarter finns listade i Catalogue of Life.